# Association for the Study of Modern Italy
L’'Association for the Study of Modern Italy (ASMI - Association pour l’étude de l’Italie moderne) est la principale association professionnelle  au Royaume-Uni d’historiens, de politologues, de géographes, d’historiens de l’art, d’économistes et de spécialistes des études culturelles, du cinéma et des médias italiens du XIXe au XXIe siècle. Fondée en 1982 par Christopher Seton-Watson, historien de l’Italie libérale, l'ASMI organise chaque année une série d’événements comprenant des séminaires et des cours publics, une école d’été  et une conférence internationale de deux jours.
Elle sponsorise également des prix et divers programmes et initiatives universitaires consacrés à l'étude de l'Italie moderne au Royaume-Uni et dans le monde. Parmi les thèmes abordés dans les différentes conférences annuelles, il y a l’histoire des migrations, le colonialisme et l’ordre public, l’histoire des émotions, le régionalisme en Italie, la crise italienne et les conflits mondiaux. L'ASMI accueille les membres de tous les pays.

## Modern Italy
Modern Italy est la revue scientifique de l'association. Elle est l'une des principales revues des études sur l'Italie au Royaume-Uni et elle publie des articles académiques concernant plusieurs disciplines et évalués par les pairs. Actuellement, la revue paraît quatre fois par an, publiée par Cambridge University Press.

## Organisation
L'association a un comité exécutif élu, avec un président, un secrétaire et un trésorier.
Ont été présidents : Denis Mack Smith, le professeur John F. Pollard, le professeur Russell King, le professeur David Forgacs, le professeur Perry Willson, le professeur Stephen Gundle, le professeur Christopher Duggan et le professeur Lucy Riall.